# Алцина
Алцина (рум. Alțâna) — село у повіті Сібіу в Румунії. Адміністративний центр комуни Алцина.
Село розташоване на відстані 209 км на північний захід від Бухареста, 29 км на північний схід від Сібіу, 115 км на південний схід від Клуж-Напоки, 93 км на захід від Брашова.

## Населення
За даними перепису населення 2002 року у селі проживали 1107 осіб.
Національний склад населення села:
| Національність | Кількість осіб | Відсоток |
| -------------- | -------------- | -------- |
| румуни         | 972            | 87,8%    |
| німці          | 69             | 6,2%     |
| цигани         | 63             | 5,7%     |

Рідною мовою назвали:
| Мова      | Кількість осіб | Відсоток |
| --------- | -------------- | -------- |
| румунська | 1001           | 90,4%    |
| німецька  | 68             | 6,1%     |
| циганська | 36             | 3,3%     |